# Meybod

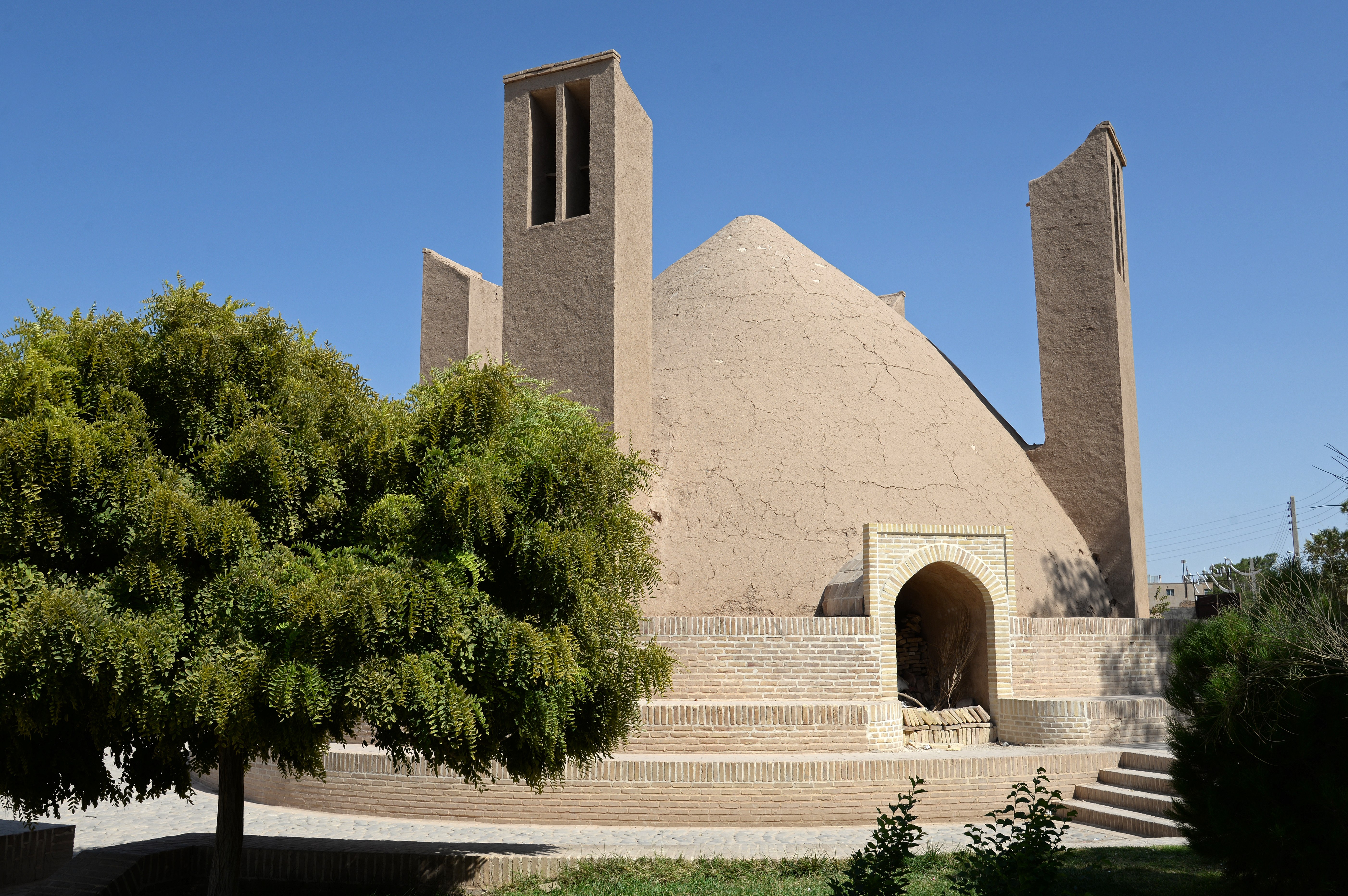
Meybod – Wasserspeicher (Ab Anbar) mit Windtürmen (Badgir)

Meybod (persisch میبد) ist eine Wüstenstadt in der Provinz Yazd nahe dem geografischen Zentrum des Iran. 

## Geschichte
Die Entstehung der Stadt geht auf die vorislamische Zeit zurück. Unter den Muzaffariden war Meybod Hauptstadt und beherbergt eines der ältesten erhaltenen Schlösser des Landes aus sassanidischer Zeit, Narin Ghaleh. 
Aus der Safawidenzeit stammt das Chaparkhaneh und die Karawanserei Karvansara-ye Abbasi.
Viele bekannte Dichter, Sufis, Geistliche und Politiker stammen aus der Stadt, darunter der Dichter Meybodi, Verfasser des Kashf-ol-Asrar („Enthüllung der Geheimnisse“) und der Großajatollah Haeri.
Einige der historischen Bauten wurden unter Lokalautoritäten zerstört.

## Söhne und Töchter der Stadt
- Abdolkarim Haeri Yazdi (1859–1937), schiitischer Geistlicher
- Said Mortasawi (* 1967), einflussreicher Staatsanwalt des Islamischen Revolutionsgerichts und Generalstaatsanwalt der Hauptstadt Teheran

## Fotos

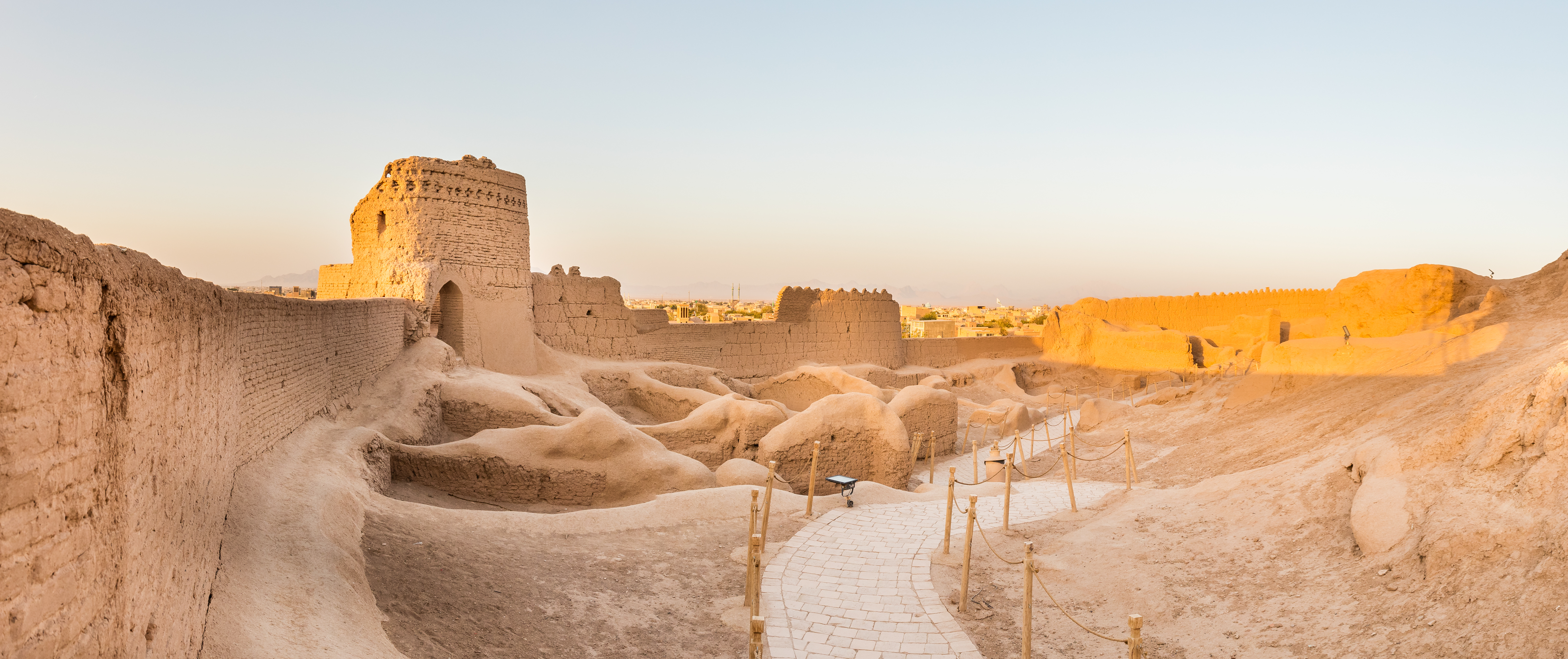
Zitadelle in Meybod
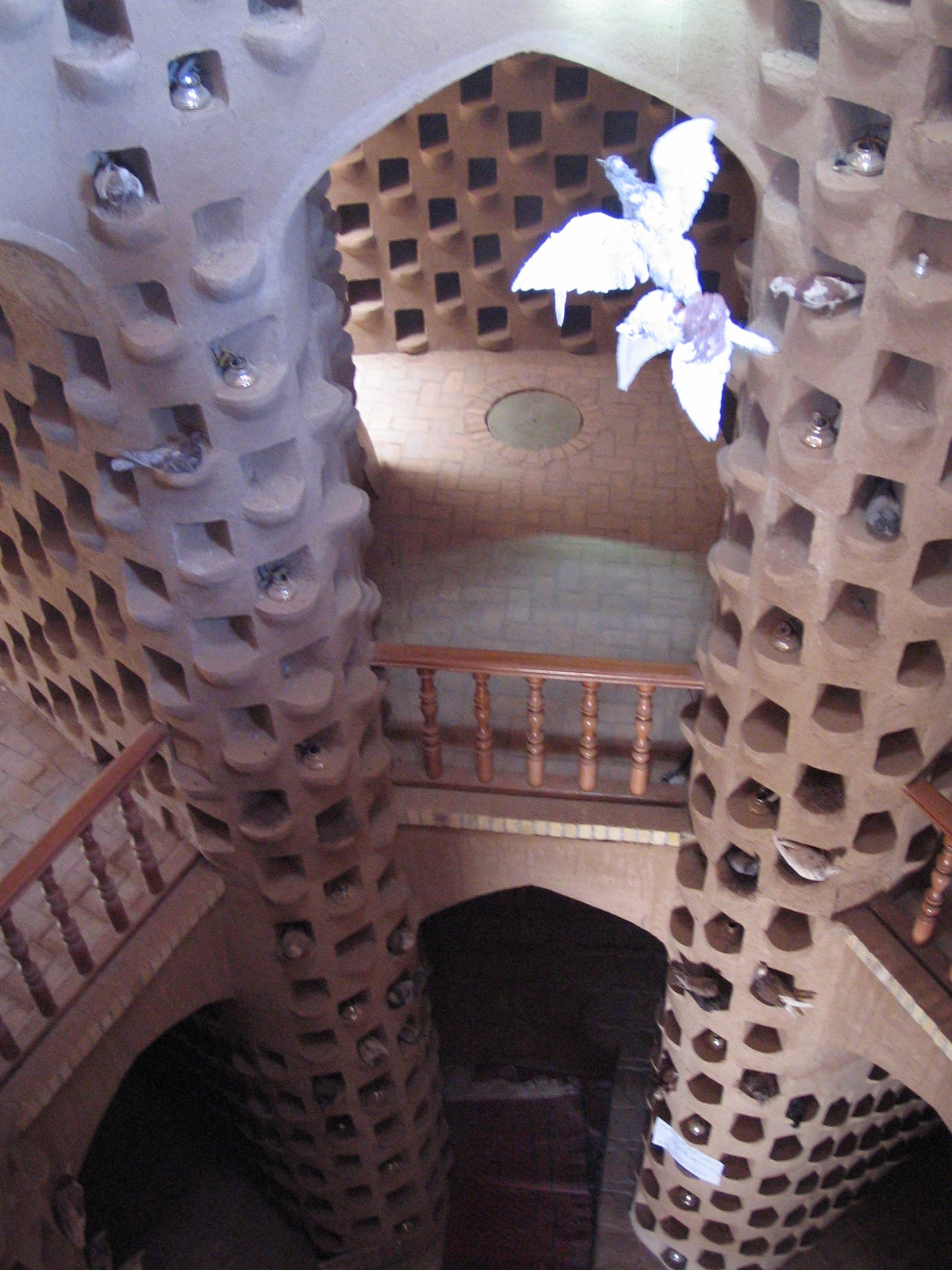
Taubenhaus, Meybod
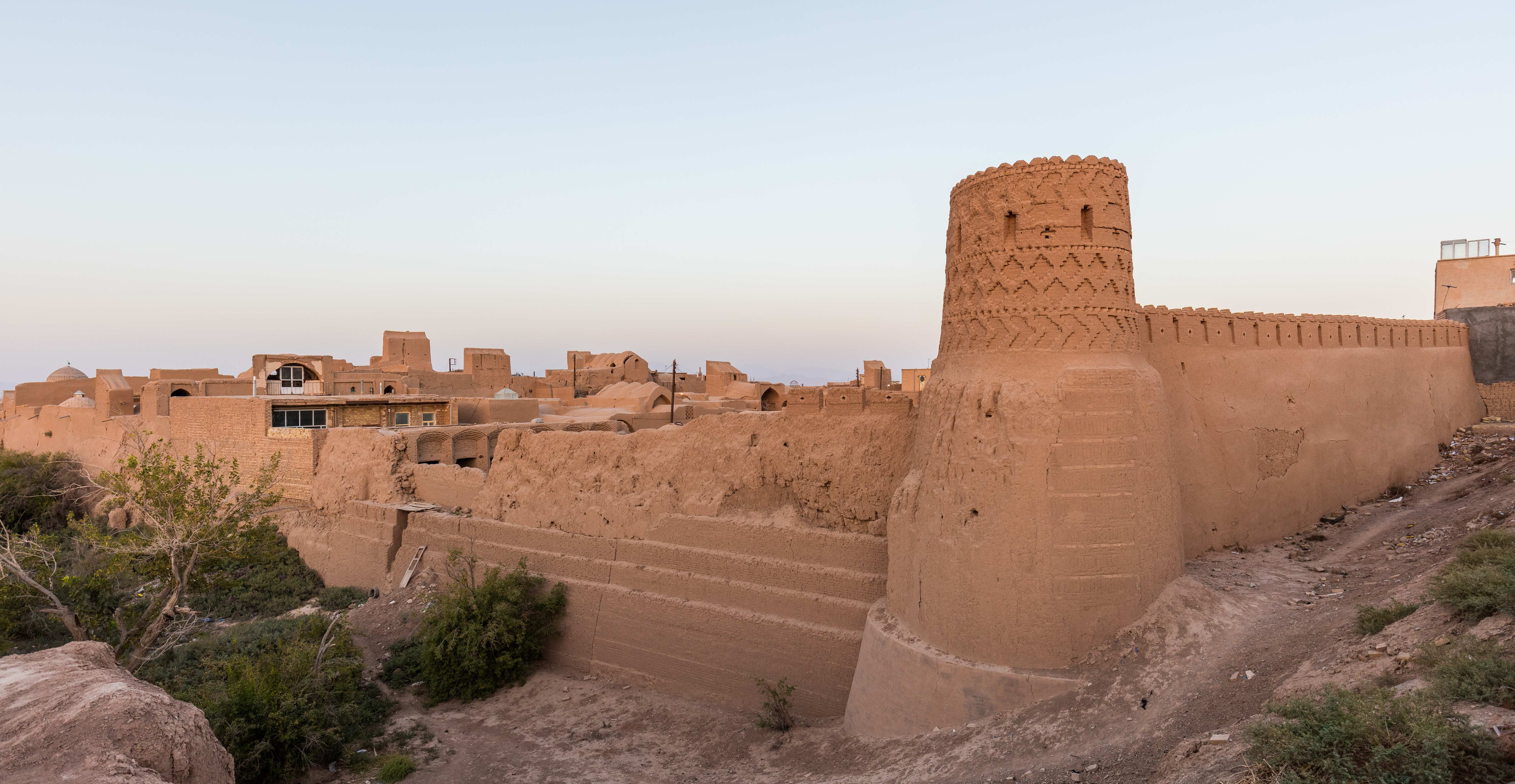
Alte Festung
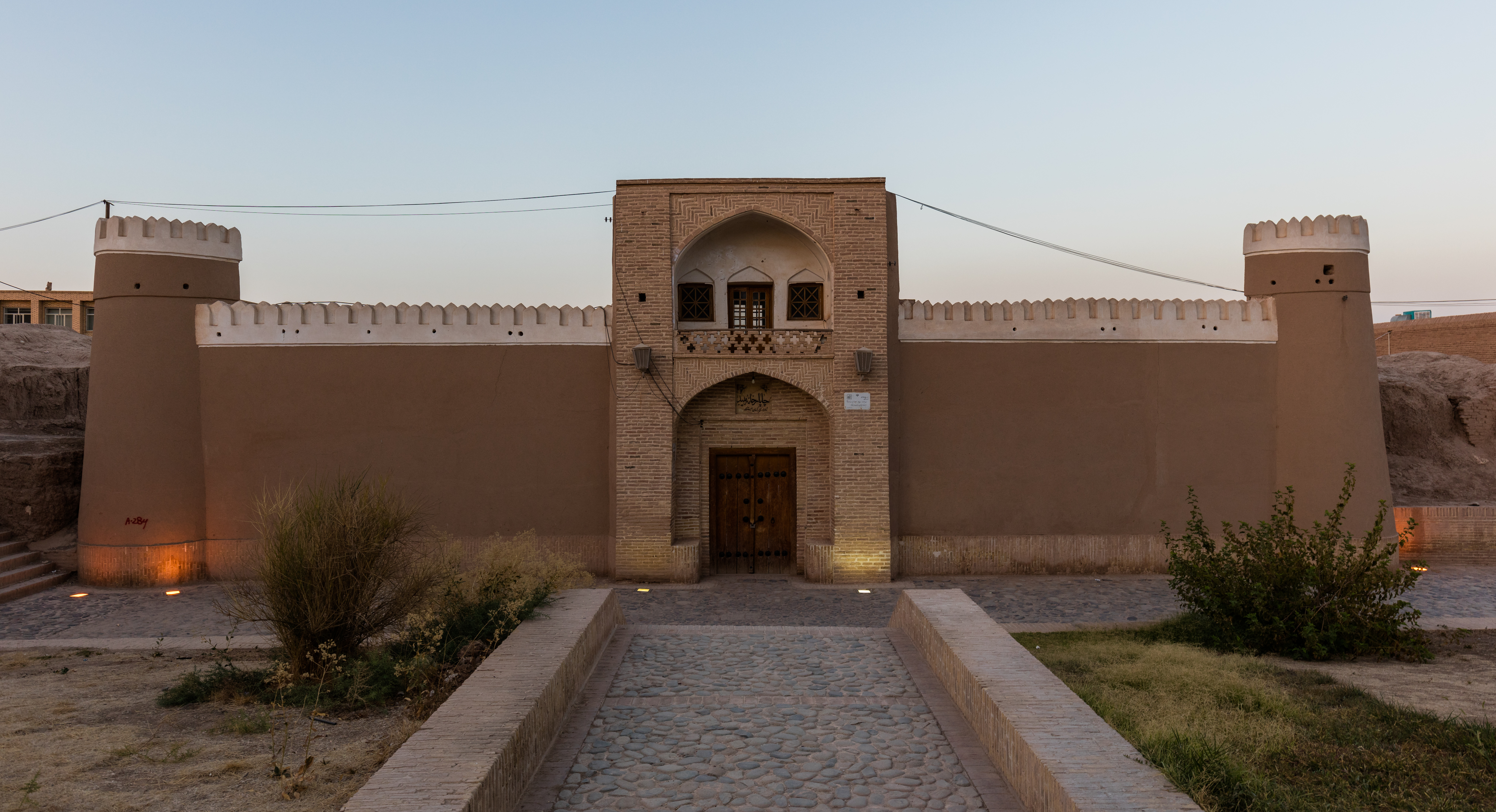
Burg